# Ludwig VIII. (Hessen-Darmstadt)

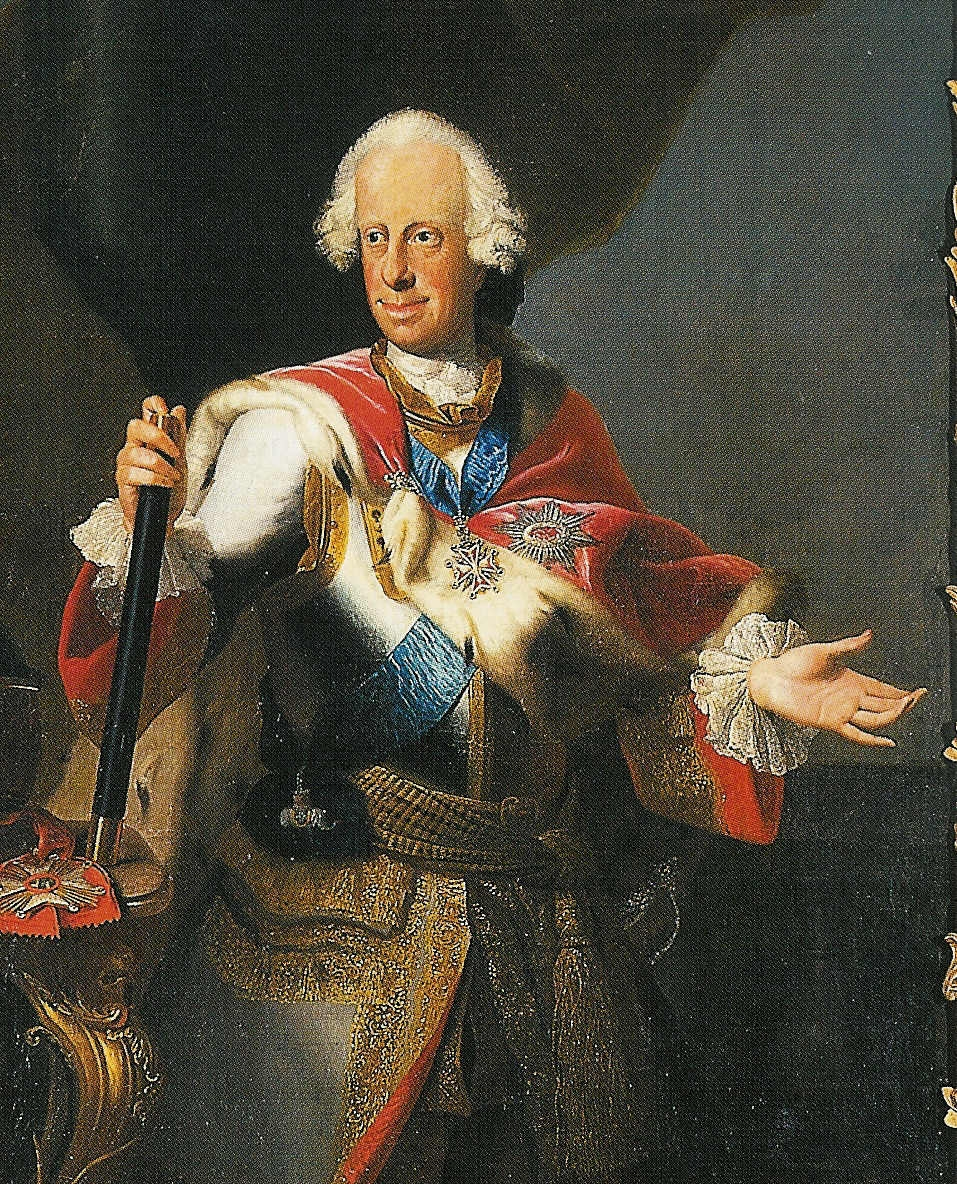
Landgraf Ludwig VIII. im Kürass, mit Hermelinmantel, Schulterband und Bruststern des Elefanten-Ordens, Kreuz des Weißen Adlerordens um den Hals und des Hubertusordens am Rand.

Ludwig VIII. von Hessen-Darmstadt (* 5. April 1691 in Darmstadt; † 17. Oktober 1768 ebenda) war von 1739 bis 1768 Landgraf von Hessen-Darmstadt.

## Leben

### Familie
Ludwig VIII. war der älteste Sohn des Landgrafen Ernst Ludwig von Hessen-Darmstadt (1667–1739) aus dessen Ehe mit Dorothea Charlotte (1661–1705), Tochter des Markgrafen Albrecht von Brandenburg-Ansbach.
Ludwig heiratete am 5. April 1717 im Schloss Philippsruhe Charlotte (1700–1726), Tochter und Erbin des Grafen Johann Reinhard III. von Hanau, die als einziges überlebendes Kind eine reiche Mitgift in die Ehe einbrachte. Im Jahr 1736 erbte sein Sohn, Ludwig IX. die Grafschaft Hanau-Lichtenberg, die das Herrschaftsgebiet der Landgrafen deutlich erweiterte. Im Streit mit Hessen-Kassel um das Amt Babenhausen aus der Hanauer Erbschaft konnte sich Hessen-Kassel nach einem langen Rechtsstreit vor dem Reichskammergericht den größten Teil des Amtes sichern.
Als Großvater von Friederike Caroline Luise von Hessen-Darmstadt und Friederike Luise von Hessen-Darmstadt ist Ludwig VIII. gleich über zwei Stammlinien Ururgroßvater von König Friedrich Wilhelm IV. und von Kaiser Wilhelm I.

### Regierung
Er stand im Siebenjährigen Krieg auf Seiten des Kaisers und erreichte den militärischen Rang eines Generalfeldmarschalls. Infolgedessen wurden vor allem Gießen und Oberhessen zum Schauplatz kriegerischer Auseinandersetzungen. Im Jahr 1764 fand eine Zusammenkunft zwischen Ludwig und Kaiser Joseph II. in einem Wald bei Heusenstamm statt, die der Landgraf zu den Höhepunkten seines Lebens zählte.
Ludwig zeichnete für die Darmstädter Straßenbeleuchtung verantwortlich, für die 1767 eine erste Verordnung erging, aber auch für Verordnungen gegen das Kaffeetrinken, wobei es schon unter Strafe stand, mit Kaffeegeschirr angetroffen zu werden.
Daneben galt Ludwig VIII. auch als ein großer Freund der Künste. Er gilt als Förderer der Maler Johann Christian Fiedler, Johann Conrad Seekatz und Christian Ludwig von Löwenstern. Ludwig fuhr gelegentlich an die Darmstädter Oper, an der Christoph Graupner und Ernst Christian Hesse wirkten. Ludwig komponierte auch selbst. Er verstarb schließlich in der Darmstädter Oper während einer Aufführung in seiner Loge.
Seine Fürsorge für sein Land ist dokumentiert durch die Errichtung eines Spinnhauses im Jahr 1742 und eines Landeswaisenhauses 1746. Allerdings stieg die Schuldenlast unter Ludwig dramatisch, insbesondere wegen seiner aufwendigen Hofhaltung und Jagdleidenschaft. Die Bildung einer kaiserlichen Umschuldungskommission konnte nur vermieden werden, indem die Landstände finanzielle Mittel bewilligten. Auch die Berufung und das Wirken des Friedrich Karl von Moser, der unter Ludwigs Sohn Ludwig IX. zum Ersten Minister aufstieg, wirkte sich positiv auf die Finanzlage des Landes aus.
Bis 1766 führte Ludwig für den unmündigen Friedrich V. gemeinsam mit dessen Mutter Ulrike Luise zu Solms-Braunfels die Regentschaft in Hessen-Homburg. Mit Hessen-Homburg lag Ludwig seit 1747 in Streit um die Herrschaft Braubach, der erst 1768 beigelegt werden konnte.

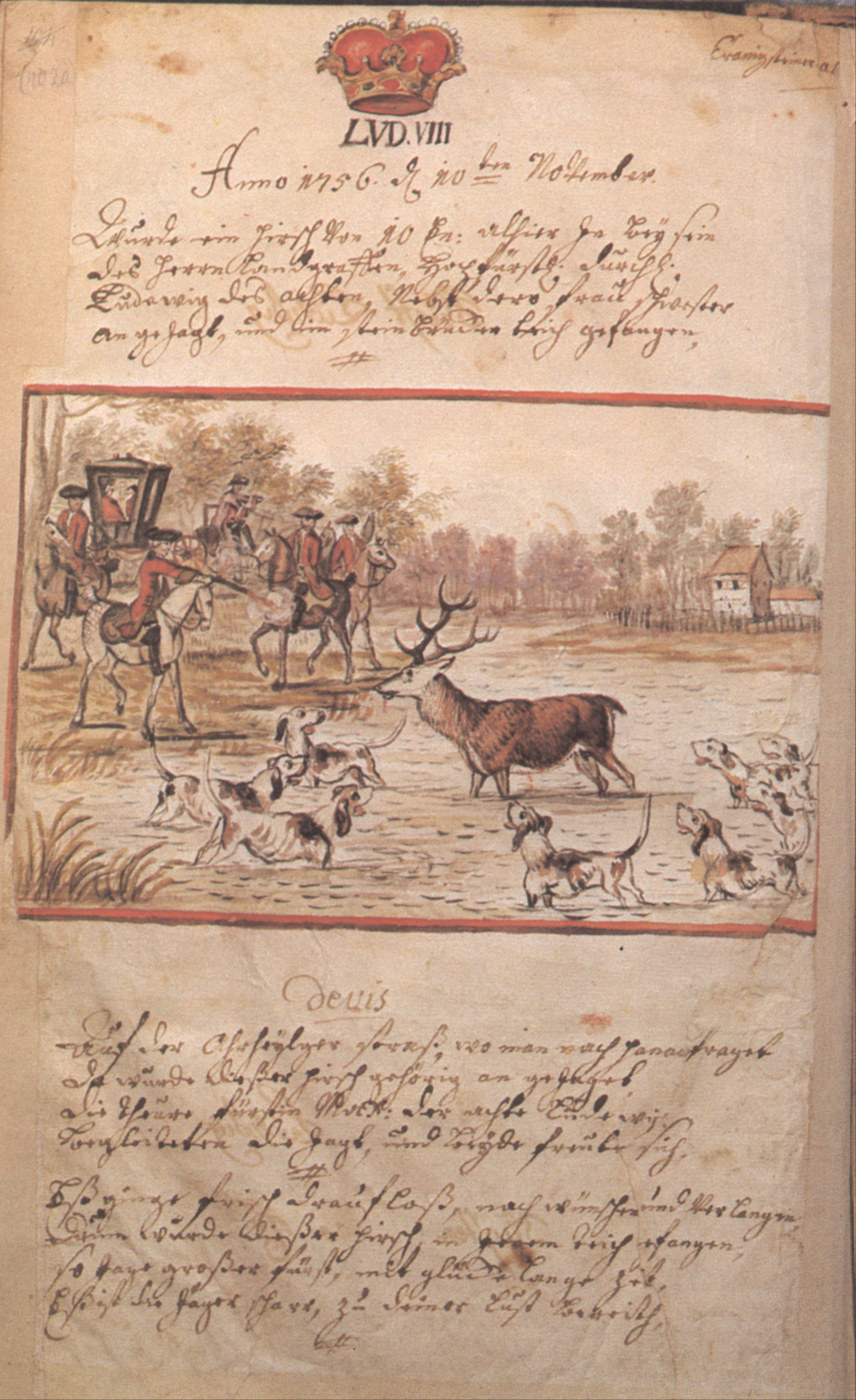
„Jagdtagebuch“ Ludwig VIII., Seite vom 10. November 1756 (Zeichnung von Georg Adam Eger, Text von Oberförster Rautenbusch)

### Der Jagdlandgraf
Wie schon sein Vater war Ludwig ein leidenschaftlicher Parforcejäger. Diese Vorliebe machte ihn nicht nur als Jagdlandgraf bekannt, sondern führte auch zu langen Abwesenheiten von seiner Residenz. Zur Belohnung seiner Jäger prägte Ludwig so genannte Hirschgulden und Saudukaten. Einer seiner Oberförster sah sich veranlasst, ein Buch zu veröffentlichen, das „alle raren Schüsse welche S. H. D. Ludwig VIII. [...] gethan hat“ beinhaltet. Die Regierungsgeschäfte führte Ludwig vornehmlich auf seinem Jagdschloss Kranichstein. Der Landgraf ließ, gleich seinem Vater, zahlreiche Jagdgebäude errichten, darunter Jagdschloss Dianenburg und das Griesheimer Haus. Für die zahlreichen Pferde, die für die Parforcejagd benötigt wurden, errichtete Ludwig den Marstall am Paradeplatz in Darmstadt. Für seine Ausfahrten benutzte der Landgraf eine Kutsche, die von weißen Hirschen gezogen wurde.
Der die Jagd liebende Fürst schätzte die von seinem Hofwindbüchsenmacher Friedrich Jacob Boßler dem Älteren (* 1717; † 1793) gefertigten Windbüchsen. Seine Person und Arbeiten genossen einen exzellenten Ruf bei Ludwig VIII. und dem gesamten landgräflichen Hof. So fertigte Boßler einige Büchsen und Pistolen für den Fürsten sowie 1750 eine Windbüchse mit in Gold gehaltenem Spiegelmonogramm des hessen-darmstädtischen Landesherrn an. Heute kann die Öffentlichkeit diese Waffen im Jagdschloss Kranichstein besichtigen.

### Konkubinat
Nachdem seine Ehefrau Charlotte, die Erbgräfin von Hanau, bereits 1726 verstorben war, ging der Landgraf zwar keine weitere Ehe mehr ein, hatte aber Beziehungen mit verschiedenen Damen des Darmstädter Hofstaats. Nachkommen sind aus diesen jedoch nicht bekannt. Überliefert sind drei Mätressen:
- Die Sängerin Madame Richard begegnete dem Landgrafen 1736 in Paris und folgte ihm 1737 als Mätresse nach Darmstadt, von dort ging sie aber bald nach Kassel weiter.

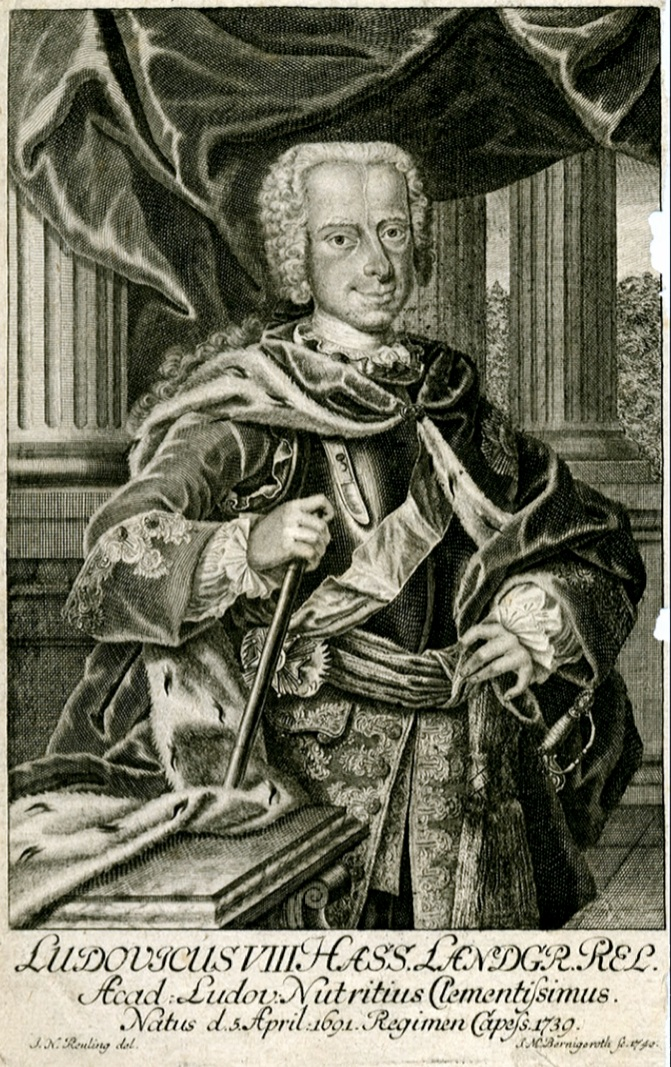
Ludwig VIII. um 1740
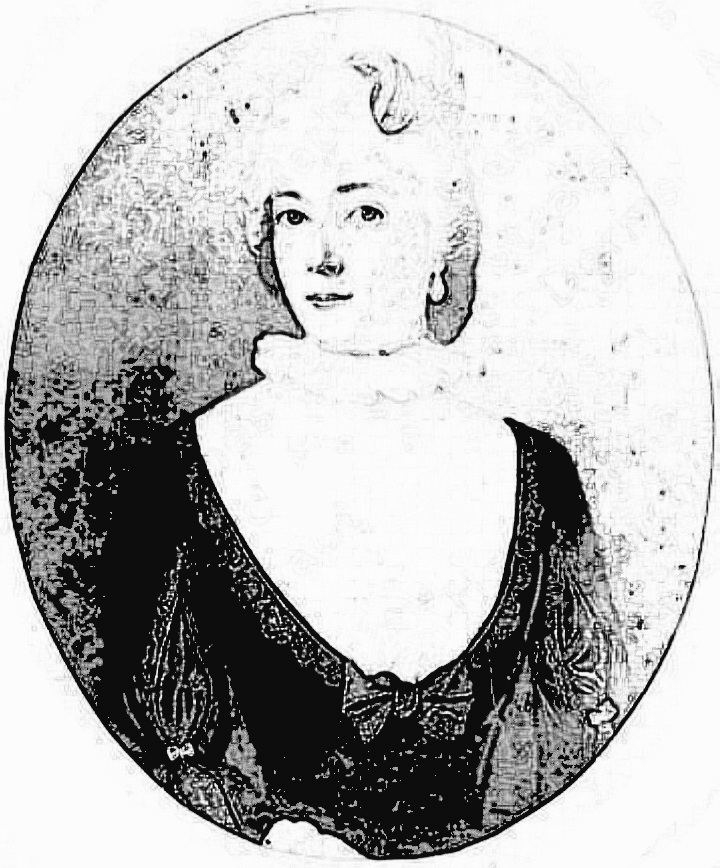
Friederike Clotz um 1740

- Beziehung um 1740–1743 zu Friederica Elisabeth Clotz (1713–1743): Sie stammte aus einer ursprünglich Wetzlarer Ratsherrenfamilie, die im Jahr 1390 urkundlich zuerst belegt ist[4] und die mit Johannes Clotz[5] und seinem Bruder Siegfried Clotz[6] schon im 16. Jahrhundert zwei hessische Geheime Räte und Kanzler hervorgebracht hatte.[7] Sie war Hofdame und die Tochter des Anton Christian Clotz (1687–1760), Regierungsrat und Amtmann zu Butzbach, Inhaber des Clotz'schen Lehens, und der Albertine Elisabeth Hert (1692–1759),[8] einer Tochter des Johann Christoph Hert.[9] Von ihr sind zwei Porträts erhalten, gemalt von Johann Christian Fiedler. Das eine zeigt sie im Ballkleid,[10] das andere zu Pferd in Dragoneruniform.[11] Sie war durch ihre Schwestern auch Schwägerin des Detmar Heinrich von Grün (1714–1791), reichsgräflich wetterauischer Wirklicher Geheimer Rat und Comitialgesandter der wetterauischen und westfälischen Grafen zum Reichstag in Regensburg,[12] und von Christian Ernst Heinrich von Avemann (1706–1764), hessen-darmstädtischer Amtmann zu Königsberg mit Sitz auf Burg Königsberg,[13] sowie Tante von Albertine von Grün.

- Nach dem frühen Tod der Friederike Elisabeth Clotz 1743, hatte der Landgraf eine Beziehung zu Helene Martini (Mamsel Lene; 1728–1803), die landgräfliche Silberwärterin am Darmstädter Hof war. Mit ihr präsentierte sich der hessische Regent in dem mit sechs Hirschen bespannten Prunkwagen, den Johann Georg Stockmar malte. Oft begleitete sie den Fürsten bei seinen Jagdausflügen.[14]

## Nachkommen
- Ludwig IX. (1719–1790), Landgraf von Hessen-Darmstadt

⚭ 1. 1741 Pfalzgräfin Henriette Karoline von Zweibrücken-Birkenfeld (1721–1774)
⚭ 2. 1775 (morg.) Marie Adélaïde Cheirouze, „Gräfin von Lemberg“ 1775
- Charlotte Wilhelmine Friederike (1720–1721)
- Georg Wilhelm (1722–1782)

⚭ 1748 Gräfin Luise zu Leiningen-Dagsburg (1729–1818)
- Karoline Luise (1723–1783)

⚭ 1751 Großherzog Karl Friedrich von Baden (1728–1811)
- Auguste (1725–1742)
- Johann Friedrich Karl (1726–1746)

## Vorfahren
|  |                                                            |  |  |  |  |  |  |  |  |  |  |  |  |
|  | Georg II. Landgraf von Hessen-Darmstadt (1605–1661)        |  |  |  |  |  |  |  |  |  |  |  |  |
|  |                                                            |  |  |  |  |  |  |  |  |  |  |  |  |
|  |                                                            |  |  |  |  |  |  |  |  |  |  |  |  |
|  | Ludwig VI. Landgraf von Hessen-Darmstadt (1630–1678)       |  |  |  |  |  |  |  |  |  |  |  |  |
|  |                                                            |  |  |  |  |  |  |  |  |  |  |  |  |
|  |                                                            |  |  |  |  |  |  |  |  |  |  |  |  |
|  | Sophie Eleonore von Sachsen (1609–1671)                    |  |  |  |  |  |  |  |  |  |  |  |  |
|  |                                                            |  |  |  |  |  |  |  |  |  |  |  |  |
|  |                                                            |  |  |  |  |  |  |  |  |  |  |  |  |
|  | Ernst Ludwig Landgraf von Hessen-Darmstadt (1667–1739)     |  |  |  |  |  |  |  |  |  |  |  |  |
|  |                                                            |  |  |  |  |  |  |  |  |  |  |  |  |
|  |                                                            |  |  |  |  |  |  |  |  |  |  |  |  |
|  | Ernst I. von Sachsen-Gotha-Altenburg (1601–1675)           |  |  |  |  |  |  |  |  |  |  |  |  |
|  |                                                            |  |  |  |  |  |  |  |  |  |  |  |  |
|  |                                                            |  |  |  |  |  |  |  |  |  |  |  |  |
|  | Elisabeth Dorothea von Sachsen-Gotha-Altenburg (1640–1709) |  |  |  |  |  |  |  |  |  |  |  |  |
|  |                                                            |  |  |  |  |  |  |  |  |  |  |  |  |
|  |                                                            |  |  |  |  |  |  |  |  |  |  |  |  |
|  | Elisabeth Sophia von Sachsen-Altenburg (1619–1680)         |  |  |  |  |  |  |  |  |  |  |  |  |
|  |                                                            |  |  |  |  |  |  |  |  |  |  |  |  |
|  |                                                            |  |  |  |  |  |  |  |  |  |  |  |  |
|  | Ludwig VIII. Landgraf von Hessen-Darmstadt                 |  |  |  |  |  |  |  |  |  |  |  |  |
|  |                                                            |  |  |  |  |  |  |  |  |  |  |  |  |
|  |                                                            |  |  |  |  |  |  |  |  |  |  |  |  |
|  | Joachim Ernst von Brandenburg-Ansbach (1583–1625)          |  |  |  |  |  |  |  |  |  |  |  |  |
|  |                                                            |  |  |  |  |  |  |  |  |  |  |  |  |
|  |                                                            |  |  |  |  |  |  |  |  |  |  |  |  |
|  | Albrecht II. von Brandenburg-Ansbach (1620–1667)           |  |  |  |  |  |  |  |  |  |  |  |  |
|  |                                                            |  |  |  |  |  |  |  |  |  |  |  |  |
|  |                                                            |  |  |  |  |  |  |  |  |  |  |  |  |
|  | Sophie von Solms-Laubach (1594–1651)                       |  |  |  |  |  |  |  |  |  |  |  |  |
|  |                                                            |  |  |  |  |  |  |  |  |  |  |  |  |
|  |                                                            |  |  |  |  |  |  |  |  |  |  |  |  |
|  | Dorothea Charlotte von Brandenburg-Ansbach (1661–1705)     |  |  |  |  |  |  |  |  |  |  |  |  |
|  |                                                            |  |  |  |  |  |  |  |  |  |  |  |  |
|  |                                                            |  |  |  |  |  |  |  |  |  |  |  |  |
|  | Joachim Ernst zu Oettingen-Oettingen (1612–1659)           |  |  |  |  |  |  |  |  |  |  |  |  |
|  |                                                            |  |  |  |  |  |  |  |  |  |  |  |  |
|  |                                                            |  |  |  |  |  |  |  |  |  |  |  |  |
|  | Sophie Margarete von Oettingen-Oettingen (1634–1664)       |  |  |  |  |  |  |  |  |  |  |  |  |
|  |                                                            |  |  |  |  |  |  |  |  |  |  |  |  |
|  |                                                            |  |  |  |  |  |  |  |  |  |  |  |  |
|  | Anna Sibylle von Solms-Sonnenwalde (um 1615–1635)          |  |  |  |  |  |  |  |  |  |  |  |  |
|  |                                                            |  |  |  |  |  |  |  |  |  |  |  |  |
|  |                                                            |  |  |  |  |  |  |  |  |  |  |  |  |